# Мохамед Беньяхія
Мохамед Беньяхія (араб. Mohamed Benyahia, нар. 30 червня 1992, Трамбле-ан-Франс) — алжирський футболіст, захисник клубу «УСМ Алжир» та національної збірної Алжиру.

## Клубна кар'єра
У дорослому футболі дебютував 2011 року виступами за команду «Нім-Олімпік», в якій провів три сезони, взявши участь у 23 матчах чемпіонату і за підсумками першого сезону піднявся з командою з третього дивізіону до Ліги 2.
Не ставши основним гравцем, влітку 2014 року на правах оренди перейшов у «Бастію» з третього французького дивізіону, у складі якої провів наступний сезон своєї кар'єри гравця. Більшість часу, проведеного у складі «Бастії», був основним гравцем захисту команди і одним з головних бомбардирів команди, маючи середню результативність на рівні 0,41 голу за гру першості.
Влітку 2015 року вирушив на історичну батьківщину в Алжир, де провів сезон у клубі «Оран», після чого перейшов у «УСМ Алжир». Відтоді встиг відіграти за команду з міста Алжир 13 матчів в національному чемпіонаті.

## Виступи за збірну
У 2009 році Мохамед був членом юнацької алжирської збірної до 17 років, яка посіла друге місце на домашньому африканському юнацькому (U-17) чемпіонаті.
На початку 2017 року, не маючи у своєму активі жодного матчу у складі національної збірної Алжиру, був включений у заявку на Кубок африканських націй 2017 року у Габоні.

## Досягнення
- Володар Суперкубка Алжиру: 2016